# Steginoporella greavesi
Steginoporella greavesi är en mossdjursart som beskrevs av Livingstone 1926. Steginoporella greavesi ingår i släktet Steginoporella och familjen Steginoporellidae. Inga underarter finns listade i Catalogue of Life.